# Даук, Ахмед
Ахмед Даук (араб. حسين العويني‎; 1892, Бейрут, Османская империя — 24 августа 1979, Бейрут, Ливан) — ливанский государственный деятель, премьер-министр Ливана (1941—1942 и 1960).

## Биография
Родился в обеспеченной семье, занимавшейся индустриальным и коммерческим бизнесом, а также благотворительностью. Получив образование во французских школах Бейрута, отправился во Францию, где в 1914 году окончил Национальную школу искусств и ремесел Экс-ан-Прованса.
- 1915—1919 гг. — инженера в государственной сахарной корпорации Египта,
- 1919—1920 гг. — технический эксперт короля Хиджаза Хусейна I по вопросам гидравлического оборудования и добыче полезных ископаемых,
- 1920—1927 гг. — судебный эксперт в Ливане,
- 1926—1941 гг. — советник в Бейруте и Алее.

Являлся владельцем нескольких банков, сельскохозяйственных, промышленных компаний и бизснес-структур в сфере недвижимости.
Занимал ведущие должности в правительстве страны:
- 1941 г. — заместитель министра, министр по общественным работам, министр почт и телеграфа,
- 1941—1942 гг. — премьер-министр Французского Ливана,
- 1943 г. — президент Национального Конгресса,
- 1944—1958 гг. — посол во Франции и в Испании,
- май-август 1960 г. — премьер-министр Ливана.

Затем работал директором Банка промышленных предприятий, недвижимости и телекоммуникаций (Ogero).

## Награды и звания
- Почётный полковник армии Хиджаза
- Большой крест ордена Почётного легиона (Франция)
- Золотая медаль города Парижа
- Большой крест ордена Христа (Португалия).
- Большой крест ордена Гражданских заслуг (Испания)
- Кавалер ордена Святого Карла (Монако)
- Кавалер ордена Нахда (Хиджаз)
- Кавалер ордена Омейядов (Сирия).
- Кавалер ордена Кедра (Ливан).
- Медаль Королевы Елизаветы (Великобритания).